# حصة الضهرية
قرية حصة الضهرية هي إحدى القرى التابعة لمركز إيتاي البارود في محافظة البحيرة في جمهورية مصر العربية. حسب إحصاءات سنة 2006، بلغ إجمالي السكان في حصة الضهرية 3195 نسمة، منهم 1642 رجل و1553 امرأة.